# Earle Foxe
Earle Foxe (de son vrai nom Earl A. Fox) est un acteur américain né le 25 décembre 1887 à Oxford (Ohio) et mort le 10 décembre 1973 à Los Angeles (Californie).
Il fut l'époux de Gladys Elizabeth Borum Tonison de 1923 à sa mort, en 1973.

## Filmographie partielle
- 1913 : A Lucky Chance

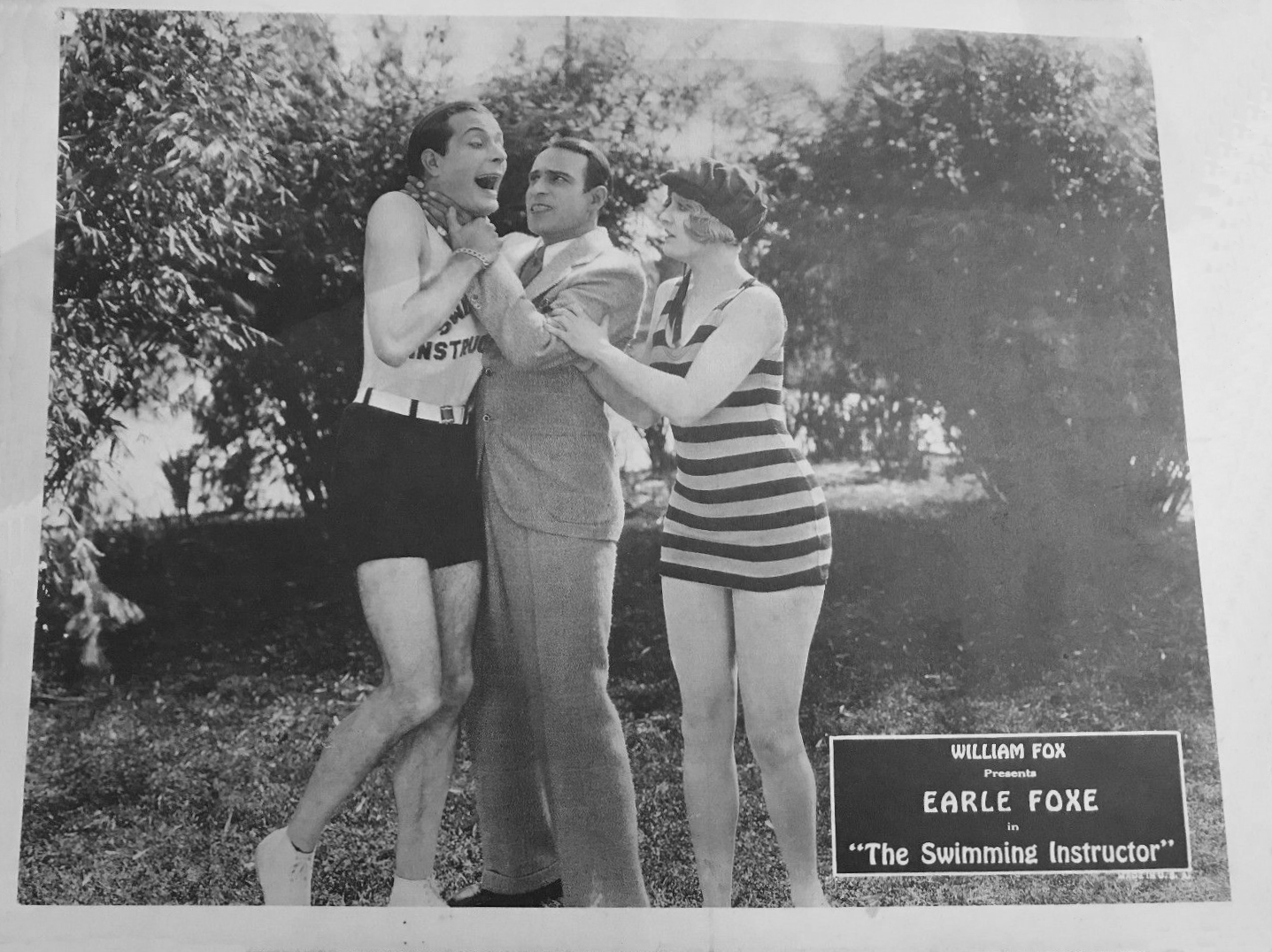
Earle Foxe dans The Swimming Instructor (1926).

- 1916 : La Piste du pin solitaire (The Trail of the Lonesome Pine) de Cecil B. DeMille
- 1916 : The Dream Girl de Cecil B. DeMille
- 1917 : Panthea d'Allan Dwan
- 1917 : La reine s'ennuie (The Fatal Ring) de George B. Seitz
- 1918 : Le Petit Démon du village (Peck's Bad Girl) de Charles Giblyn
- 1921 : La Panthère noire (The Black Panther's Cub) de Émile Chautard
- 1922 : The Man She Brought Back de Charles Miller
- 1924 : Le Dernier Homme sur terre (The Last Man on Earth) de John G. Blystone
- 1925 : Si les hommes pouvaient (Wages for Wives) de Frank Borzage
- 1926 : The Swimming Instructor
- 1927 : Upstream de John Ford
- 1928 : News Parade de David Butler
- 1928 : La Maison du bourreau (Hangman's House) de John Ford
- 1928 : Minuit à Frisco (The River Pirate) de William K. Howard
- 1928 : Les Quatre Fils (Four Sons) de John Ford
- 1929 : Black Magic de George B. Seitz
- 1931 : La Pente (Dance, Fools, Dance) de Harry Beaumont
- 1931 : Transatlantique (Transatlantic) de William K. Howard
- 1932 : Gare centrale (Union Depot) de Alfred E. Green
- 1932 : Mon grand (So Big) de William A. Wellman
- 1932 : Strangers in Love de Lothar Mendes
- 1932 : Scarlet Dawn de William Dieterle
- 1932 : A Passport to Hell de Frank Lloyd
- 1933 : Blondie Johnson de Ray Enright
- 1933 : Monsieur Bébé (A Bedtime Story) de Norman Taurog
- 1933 : Arizona to Broadway de James Tinling
- 1933 : The Mind Reader de Roy Del Ruth
- 1934 : The Big Shakedown de John Francis Dillon
- 1934 : Et demain ? (Little Man, What Now?) de Frank Borzage
- 1934 : Shirley aviatrice (Bright Eyes) de David Butler
- 1934 : Love Time de James Tinling
- 1935 : Le Mouchard (The Informer) de John Ford
- 1936 : La Flèche d'or (The Golden Arrow) d'Alfred E. Green
- 1936 : Marie Stuart (Mary of Scotland) de John Ford
- 1937 : Murder Goes to College de Charles Reisner
- 1946 : La Poursuite infernale (My Darling Clementine) de John Ford